# Diocèse de Kolwezi
Le diocèse de Kolwezi est une juridiction de l'Église catholique romaine au Katanga en République démocratique du Congo. Il est suffragant de l'archidiocèse de Lubumbashi.

## Histoire
Le diocèse est établi le 11 mars 1971 par le pape Paul VI à partir de territoires du diocèse de Kamina.

## Évêques
- Victor Petrus Keuppens, O.F.M. (11 mars 1971 - 25 avril 1974)
- Floribert Songasonga Mwitwa (en) (25 avril 1974 - 22 mai 1998), nommé archevêque de Lubumbashi
- Nestor Ngoy Katahwa (16 novembre 2000 - 11 janvier 2022)
- Richard Kazadi Kamba (depuis le 11 janvier 2022)

## Sources
- (en) Données sur Catholic-hierarchy.com